# Prince de Marcillac
Ce titre princier est un des titres portés par les comtes, puis ducs de La Rochefoucauld à partir de 1622, et traditionnellement donné en titre de courtoisie à leur petit-fils ainé.

Il est également orthographié Prince de Marsillac.